# Larus schistisagus
La gaviota de Kamchatka (Larus schistisagus)  es una especie de ave charadriforme de la familia de las gaviotas (Laridae).  
Se reproduce en la costa occidental de Alaska, pero viaja mucho durante las temporadas no reproductivas. Es similar en apariencia a la gaviota occidental (Larus occidentalis) y a la gaviota de Bering (Larus glaucescens). 
Se han producido avistamientos —aunque ocasionales— en toda América del Norte, así como la costa oriental de Asia. El 3 de noviembre de 2012, una ave de esta especie fue vista en Finlandia. La especie anteriormente sólo ha sido avistada tres veces Europa.
La gaviota de Kamchatka es la cuarta especie de gaviota más grande en el mundo. Es considerada el equivalente al gavión atlántico (Larus marinus) en el Pacífico Norte. Mide de 55 a 68.5 cm de largo, 132-160 cm de envergadura y tiene un peso de 1.05 a 1.7 kg. Entre las medidas estándar, la cuerda alar es de 40,6 a 48 cm, el pico es de 4,8 a 6,5 cm, y el tarso es de 6 a 7,6 cm. Tiene la cabeza blanca, el vientre y la cola de un color pizarra oscuro, lomo gris y las alas con un amplio borde posterior blanco. Las alas y la parte posterior son ligeramente más oscuras que las de la gaviota occidental. Sus ojos son de color amarillo. Las patas son rosa y cortas en comparación con las gaviotas de aspecto similar, y el cuerpo parece más fuerte. El pico es amarillo con mancha subterminal rojo-naranja. El plumaje de las gaviotas jóvenes es de color marrón, similar a las del gavión atlántico. 